# Cicle del sofre

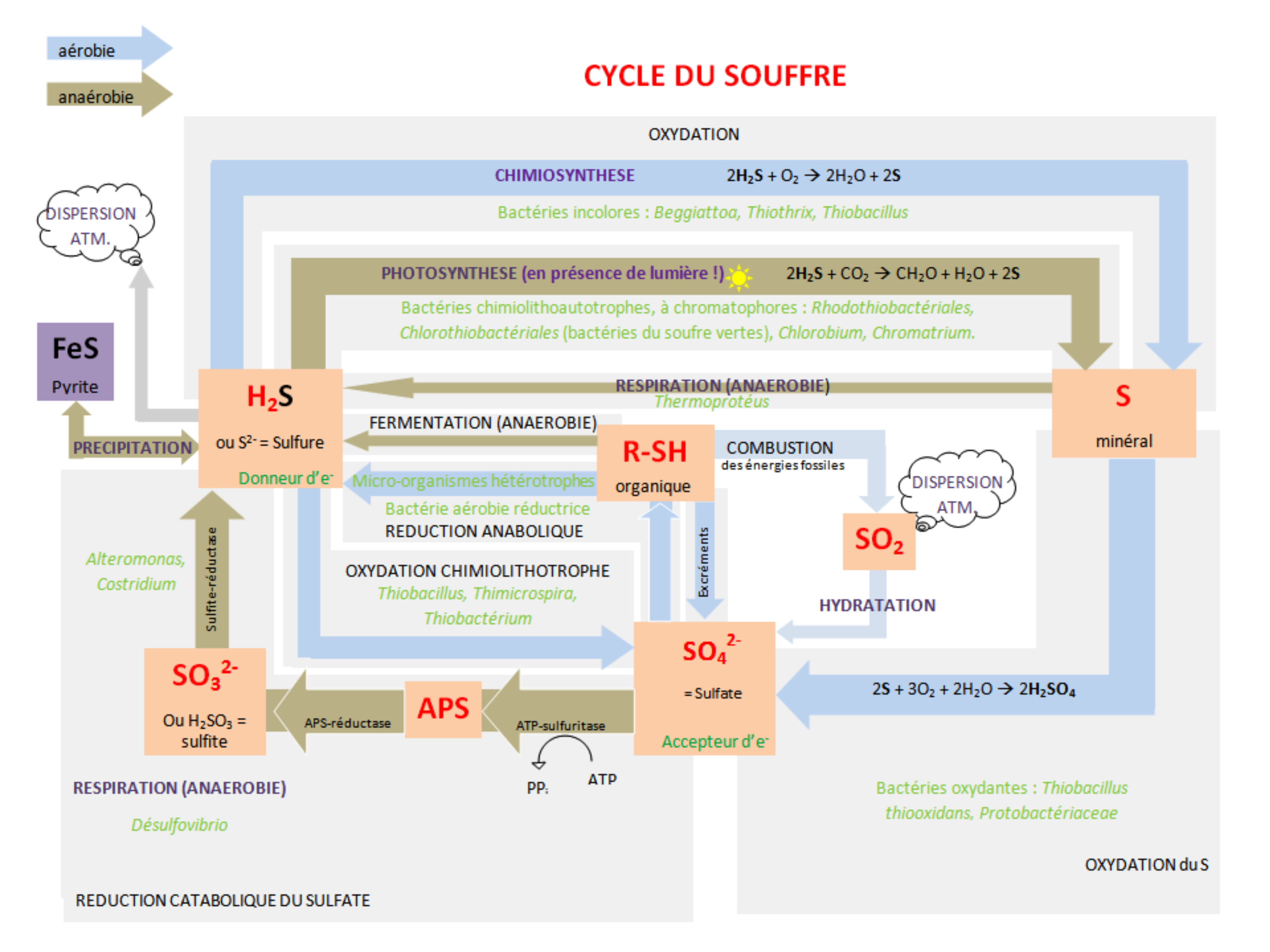
Cicle del sofre

El cicle del sofre és el cicle biogeoquímic de les diferents formes de sofre. El sofre és un bioelement essencial per a la vida, com ara el carboni, el fòsfor, l'oxigen, el nitrogen o l'aigua, té el seu propi cicle de vida. De fet, el sofre és present a tot arreu a la Terra, l'atmosfera, els oceans, els continents, sinó també entre tots els éssers vius en forma de molècules orgàniques.
El sofre forma part de proteïnes. Les plantes i altres productors primaris l'obtenen principalment en la seva forma d'ió sulfat ([SO₄)-2. Els organismes que ingereixen aquestes plantes l'incorporen a les molècules de proteïna, i d'aquesta manera passa als organismes del nivell tròfic superior. En morir els organismes, el sofre derivat de les seves proteïnes entra en el cicle del sofre i arriba a transformar-se perquè les plantes puguin utilitzar-los de nou com ió sulfat.
Els intercanvis de sofre, principalment en la seva forma de diòxid de sofre (SO₂), es realitzen entre les comunitats aquàtiques i terrestres, d'una manera i d'una altra en l'atmosfera, a les roques i en els sediments oceànics, on el sofre es troba emmagatzemat. El SO₂ atmosfèric es dissol en l'aigua de pluja o es diposita en forma de vapor sec. El reciclatge local del sofre, principalment en forma de ió sulfat, es porta a terme en ambdós casos. Una part del sulfur d'hidrogen (H₂S), produït durant el reciclatge local del sulfur, s'oxida i es forma SO₂. "L'element és anomenat com de gran importància en la vida dels éssers vius."
La contaminació atmosfèrica procedent de l'activitat humana representa una introducció d'aquest element de gran importància.